# Едд Картьє
Едвард Деніел Картьє, професійно відомий як Едд Картьє (англ. Edd Cartier; 1 серпня 1914 — 25 грудня 2008) — американський ілюстратор Pulp-журналів, який спеціалізувався на науковій фантастиці та фентезі.
Картьє народився в Норт-Бергені, Нью-Джерсі, навчався в Інституті Пратта. Після закінчення Пратта в 1936 році його роботи були опубліковані у виданнях Street and Smith, зокрема The Shadow, до якого він зробив багато інтер'єрних ілюстрацій, а також у журналах Astounding Science Fiction, Doc Savage Magazine і Unknown, які редагував Джон Вуд Кемпбелл-молодший.. Пізніше його роботи з'являлися в інших журналах, зокрема Planet Stories, Fantastic Adventures та інших Pulp-журналах.

## Друга світова війна
Під час Другої світової війни Картьє служив у війську і був важко поранений у битві при Балджі. Едвард повернувся до Сполучених Штатів і знову відвідав Інститут Пратта на GI Bill, здобувши ступінь бакалавра образотворчих мистецтв у 1953 році. У післявоєнні роки він продовжував створювати ілюстрації для Astounding, а також для Gnome Press і Fantasy Press.
Однак низька оплата за такі ілюстрації в 1950-х роках змусила Картьє працювати креслярем в інженерній фірмі. Понад 25 років він працював художнім керівником компанії Mosstype, виробника друкарського обладнання з Волдвіка, штат Нью-Джерсі.
Помер Картьє у віці 94 років 25 грудня 2008 року у своєму будинку в Ремзі, Нью-Джерсі. Він похований у Меморіальному парку Джорджа Вашингтона в Парамусі, Нью-Джерсі.

## Нагороди та перевидання
У 1992 році Cartier отримав премію World Fantasy Lifetime Achievement Award. У 1996 і 2001 роках він був номінований на премію Retro Hugo за роботи, опубліковані в 1945 і 1951 роках.
Едд Картьє: Відомий і невідомий — обмежений тираж у 2000 примірників у твердій палітурці, виданий Джеррі де ла Рі в 1977 році. Ілюстрації Картьє до художніх творів Л. Рона Габбарда були передруковані у книзі Майстер-оповідач: Ілюстрований екскурс по художній літературі Л. Рона Габбарда Вільяма Дж. Віддера (Galaxy Press, 2003).